# أميرة نور الدين
أميرة نور الدين داود (1925 - 7 أبريل 2020)، شاعرة عراقية. ولدت في بغداد.
بعد أن أكملت دراستها الثانوية فيها التحقت بجامعة فؤاد الأول في القاهرة سنة 1943 وحصلت على الليسانس في اللغة العربية وآدابها 1947 ، ثم على الماجستير من الجامعة نفسها 1957. عملت مدِّرسة للغة العربية في المدارس الثانوية ثم في كلية الآداب بجامعة بغداد، ثم عميدة لمعهد الفنون التطبيقية. نشرت شعرها في العديد من المجلات والصحف العراقية والعربية. توفيت في مسقط رأسها.

## سيرتها
ولدت أميرة بنت نور الدين داود آل سليم سنة 1925 م/ 1343 هـ في بغداد وأصل الأسرة من الموصل، كان أبوها حضر إلى بغداد في أواخر العهد العثماني للتعليم. درست أميرة نور الدين في بغداد حتى الثانوية، ثم انتقلت إلى القاهرة في 1943 وانتسبت إلى جامعة فؤاد الأول وتخرّجت بشهادة الإجازة في الآداب ثم شهادة الماجستير في 1947. عملت مدّرسة للأدب العربي في ثانويات العراق ثمّ في كليّة الآداب بجامعة بغداد. بعدها عميدة لمعهد الفنون التطبيقية فيها. أتقنت التركية والفارسية والإنجليزية والفرنسية. تقاعدت عام 1984. اختيرت عضوا عاملا في المجمع العلمي عام 1996 .

توفيت في مسقط رأسها في 7 أبريل 2020 / 14 شعبان 1441.

## شعرها
أولى محاولاتها الشعرية كانت في بداية الأربعينيات وتأثرت بالشعراء الرومانسيين العرب منهم علي محمود طه وكذلك بخليل جبران وإيليا أبو ماضي. شعرها «جيّد، واقعي الموضوعات، متنوّعها، صورة مبتكرة جميلة» في رأي إميل يعقوب. لقد شجعها أبوها نور الدين داود - توفي في يناير 1955 - على نظم الشعر. ودرست العروض قبل أن تلتحق بالجامعة. وكانت تظهر نشاطاً واسعاً أثناء دراستها في القاهرة. نشرت شعرها في العديد من المجلات والصحف العراقية والعربية.

## آثارها
- أنداء وظلال
- الشعر الشعبي العراقي في العراق الأوسط، رسالتها لشهادة الماجستير
- دروس في شعر إقبال: شاعر الإسلام وفيلسوفه  1951